# دانشگاه جاکوبز برمن

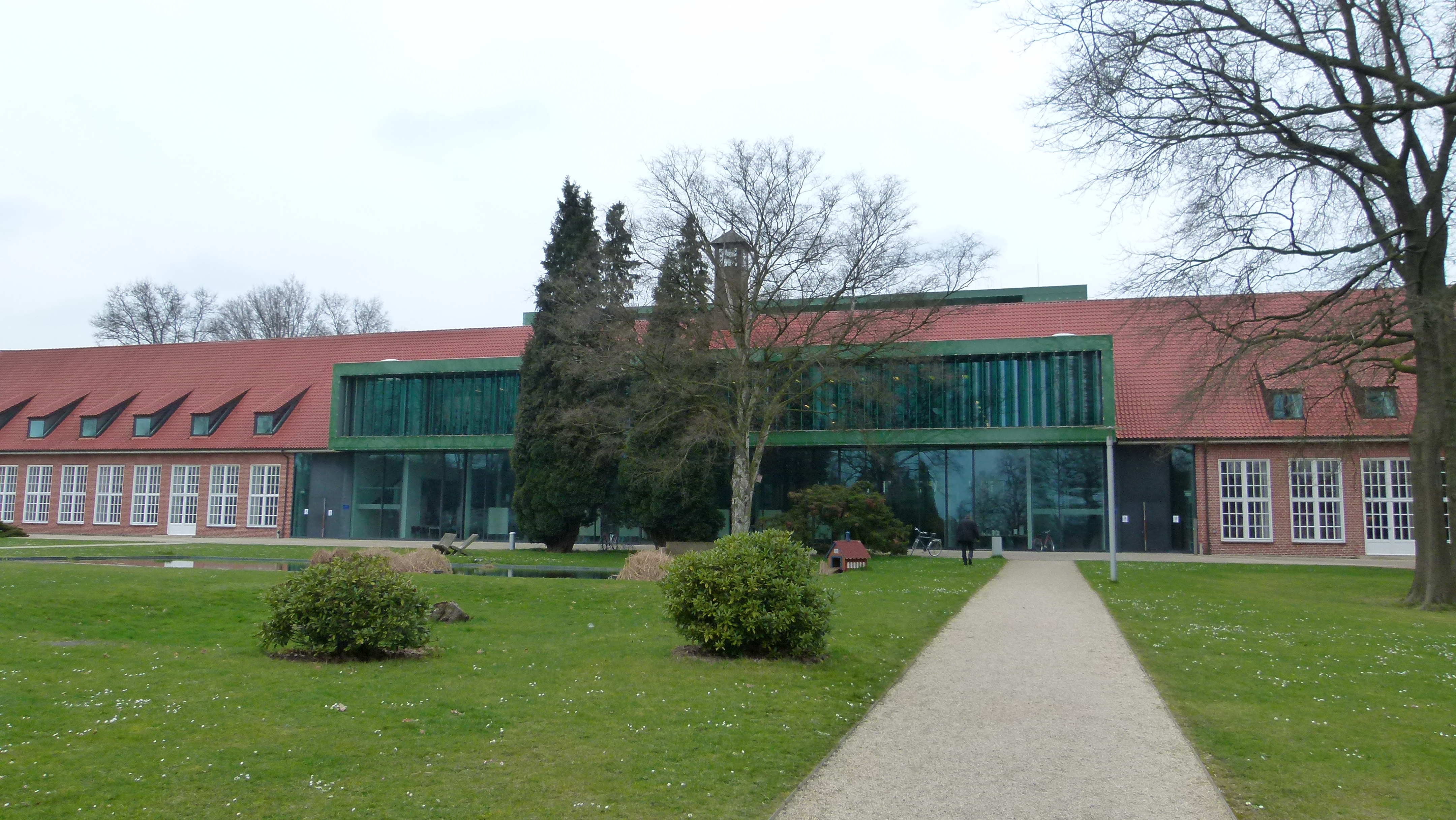

دانشگاه جاکوبز برمن (به اختصار JU Bremen یا JU) یک دانشگاه تحقیقاتی بین‌المللی، خصوصی و مسکونی است که در برمن-فگزاک آلمان واقع شده‌است. این برنامه برنامه‌های تحصیلی در رشته‌های مهندسی، علوم انسانی، علوم طبیعی و اجتماعی ارائه می‌دهد که در آن دانشجویان می‌توانند مدارک لیسانس، کارشناسی ارشد یا دکترا را کسب کنند. علاوه بر این، دانشگاه یک برنامه مقدماتی را با همکاری گروه آموزش بین‌المللی آکسفورد ارائه می‌دهد. بیشتر آموزش‌ها در دانشگاه به زبان انگلیسی است. دانشجویان دانشگاه جاکوبز از بیش از ۱۱۰ کشور، با حدود ۸۰ درصد دانشجویان خارجی و تقریباً ۳۳ درصد اعضای هیئت علمی بین‌المللی می‌آیند.